# Shadow the Hedgehog (Computerspiel)
Shadow the Hedgehog (jap.: シャドウ・ザ・ヘッジホッグ, Hepburn: Shadō za Hejjihoggu) ist ein 3D-Jump-’n’-Run-Action-Adventure-Videospiel, das von Sega Studios USA entwickelt und von Sega erstmals in Nordamerika am 15. November 2005 für Nintendo GameCube, Xbox und PlayStation 2 veröffentlicht wurde.
Namensgebender Protagonist des Spiels ist Shadow the Hedgehog, eine Erfindung von Dr. Eggmans Großvater Professor Gerald Robotnik, der im Laufe des Spiels nach und nach immer mehr über seine Vergangenheit erfährt, während er an Amnesie leidet. Je nach Entscheidung des Spielers schließt sich Shadow im Laufe des Spiels entweder den gutartigen oder den bösartigen Charakteren an. Die Handlung vertieft dabei die Geschichte aus Sonic Adventure 2.
Das Spiel ist der Nachfolger von Sonic Heroes (2003) und der Vorgänger von Sonic the Hedgehog (2006).

## Handlung
Shadow the Hedgehog, das dunkle Gegenstück zu Sonic the Hedgehog und Kreation von Professor Gerald Robotnik vor über 50 Jahren, leidet nach den Ereignissen von Sonic Heroes drei Monate zuvor noch immer an Gedächtnisverlust und erinnert sich nur langsam und stückchenweise zunehmend an seine Vergangenheit. Er befürchtet, nachdem zuletzt unzählige Shadow-Androiden entdeckt wurden, auch nur eine Kopie zu sein. Plötzlich taucht eine Kreatur namens Black Doom auf, dessen Armee die Menschen angreift und somit einen Krieg auslöst. Black Doom, der überraschend viel über Shadow zu wissen scheint, verspricht ihm, die ganze Wahrheit über seine Vergangenheit zu verraten, wenn er sich Black Doom anschließt und ihm die sieben Chaos Emeralds überreicht.
Durch den Krieg zwischen Menschen und Black Dooms Armee herrscht weltweites Chaos. Auch Sonic und seine Freunde Tails, Knuckles und Amy sowie Dr. Eggman, Rouge, E-123 Omega, Espio, Charmy, Vector und der Präsident mischen sich in diesen Konflikt ein und je nach Entscheidung des Spielers schlägt sich Shadow entweder auf die Seite von Sonic, Dr. Eggman, Black Doom oder des Präsidenten und erfährt dabei zunehmend über seine Vergangenheit. Je nach seinen Entscheidungen steht Shadow dabei entweder auf der einen oder anderen Seite im Kampf zwischen Sonic und Dr. Eggman oder ist für die Zerstörung der Menschheit oder für die Zerstörung von Black Doom. Der G.U.N. Commander der menschlichen Armee stellt sich zudem als Kindheitsfreund von Maria Robotnik heraus und macht Shadow für die fürchterlichen Ereignissen auf der Weltraumstation ARK vor über 50 Jahren und Marias Tod verantwortlich.
Nachdem Shadow alle Storystränge durchlebt hat, kommt es zum Finale, bei dem Black Doom die sieben Chaos Emeralds nutzt, um seine Heimat, den Black Comet, auf der Erde landen zu lassen. Dabei lässt er ein Nervengift frei, welches Sonic und die anderen komplett paralysiert. Es kommt heraus, dass Professor Gerald Robotnik einst die Eclipse Cannon schuf, um den Black Comet zu zerstören und dass Shadow mit dem Blut von Black Doom geschaffen wurde, um ihn aufzuhalten. Im finalen Gefecht verwandelt sich Shadow zu Super Shadow und Black Doom zu Doom Devil. Während des Kampfes berichtet Dr. Eggman, dass er Shadow nach seiner finalen, weltrettenden Chaos Control am Ende von Sonic Adventure 2 von einem Roboter retten und versteckt lassen hat, womit bestätigt wird, dass es sich die ganze Zeit um den einzig wahren Shadow handelte und nicht etwa um einen der vielen Shadow-Androiden aus Sonic Heroes. Super Shadow besiegt Doom Devil, bringt mit Chaos Control den Black Comet wieder ins Weltall und die Eclipse Cannon der Weltraumstation ARK zerstört den Black Comet ein für alle Mal, so wie es Professor Gerald Robotnik geplant hatte. Nachdem er sein volles Erinnerungsvermögen zurückerlangt hat, beschließt Shadow, seine Vergangenheit hinter sich zu lassen.

## Gameplay

Die Tafel der Level in Shadow the Hedgehog

In Shadow the Hedgehog übernimmt der Spieler die Kontrolle über den dunklen Igel Shadow in einem dreidimensionalen Jump-’n’-Run-Abenteuer. Shadow verfügt beim Springen über die Spin Attack, mit der viele Gegner bei Berührung besiegt werden können. Mit der Sprungtaste in der Luft kann die Homing Attack ausgeführt werden, mit der Shadow direkt auf Gegner in unmittelbarer Nähe zusteuert. Bei Berührung können die goldenen Ringe eingesammelt werden; Nimmt Shadow Schaden, verliert er die Ringe. Nimmt Shadow Schaden, ohne Ringe zu besitzen oder fällt in einen tödlichen Abgrund, verliert er ein Extraleben, von denen man zu Spielbeginn drei besitzt. Ähnlich wie die Team Blast-Angriffe in Sonic Heroes verfügt Shadow über die Fähigkeiten Chaos Control und Chaos Blast, die er innerhalb der Level gegen Gegner anwenden kann. In den Itemboxen kann sich ein Extraleben, die angezeigte Anzahl an Ringen, ein Schutzschild, ein magnetischer Schutzschild, ein hitzebeständiger Schutzschild, vorübergehende Unverwundbarkeit oder Heilung enthalten sein. Checkpoints in Form von Laternen markieren bei einem Lebensverlust den Rücksetzpunkt.
Einzigartig im Spiel ist das Nutzen von auffindbaren Schusswaffen, die auf Knopfdruck benutzt werden können. In den verschiedenen Leveln übernimmt man zudem kurzzeitig in bestimmten Abschnitten die Kontrolle über andere Charaktere wie Sonic, Tails, Knuckles, Amy, Espio oder Vector mit ihren individuellen Fähigkeiten. Das Ziel eines Levels wird oft unterschiedlich festgelegt und definiert sich nur selten durch das Erreichen das Levelendes. Im ersten Level Westopolis beispielsweise muss Shadow entweder alle menschlichen Soldaten oder alle Krieger aus Black Dooms Armee besiegen.
Level können entweder mit der Hero-, Dark- oder Neutral-Mission abgeschlossen werden. Aus den Entscheidungen in den Leveln ergibt sich der weitere Spiel-, Level- und Handlungsverlauf. So wird nach jedem abgeschlossenen Level die Tafel angezeigt, die offenbart, ob sich zum gutartigen oder zum bösartigen wendet bzw. neutral bleibt. So ist ein Storystrang zwar nach sechs Leveln beendet, jedoch sind zehn verschiedene Endings möglich. Erst nach Abschluss aller zehn Endings offenbart sich die finale Geschichte. Das Spiel besteht aus 23 Leveln (Westopolis, Lethal Highway, Glyphic Canyon, Digital Circuit, Circus Park, Prison Island, Cryptic Castle, Death Ruins, Mad Matrix, Sky Troops, The Doom, Central City, Lost Impact, Space Gadget, Iron Jungle, Air Fleet, The ARK, Final Haunt, Cosmic Fall, Lava Shelter, Black Comet, G.U.N. Fortress und The Last Way), von denen bis auf das letzte alle auf eines der Kästchen auf der Tafel darstellen und entsprechend zu erreichen sind.

## Synchronisation
Während die japanischen Stimmen im Vergleich zu den Vorgängern größtenteils erhalten blieben, wurden sämtliche Charaktere im englischsprachigen Bereich neubesetzt, indem man die Synchronsprecher der Sonic X-Animeserie ab sofort einsetzte. Ein Mitgrund dieser Entscheidung, die bei einigen Fans zunächst kritisch aufgenommen wurde, war der Tod des bisherigen Dr. Eggman-Sprechers Deem Bristow, der fortan von Mike Pollock synchronisiert wurde.
Auf den japanischen und nordamerikanischen PlayStation-2- und Xbox-Versionen des Spiels war es möglich, zwischen der japanischen oder englischen Sprachausgabe zu wechseln. In den europäischen und GameCube-Version des Spiels ist ein Wechseln nicht möglich.
| Synchronsprecher in Shadow the Hedgehog | Synchronsprecher in Shadow the Hedgehog | Synchronsprecher in Shadow the Hedgehog |
| Figur im Spiel                          | Englischer Synchronsprecher             | Japanischer Synchronsprecher            |
| --------------------------------------- | --------------------------------------- | --------------------------------------- |
| Shadow the Hedgehog                     | Jason Anthony Griffith                  | Kôji Yusa                               |
| Sonic the Hedgehog                      | Jason Anthony Griffith                  | Jun'ichi Kanemaru                       |
| Miles Tails Prower                      | Amy Palant                              | Ryō Hirohashi                           |
| Knuckles the Echidna                    | Dan Green                               | Nobutoshi Canna                         |
| Amy Rose                                | Lisa Ortiz                              | Taeko Kawata                            |
| Rouge the Bat                           | Kathleen Delaney                        | Rumi Ochiai                             |
| E-123 Omega                             | Jeff Kramer                             | Taiten Kusunoki                         |
| Cream the Rabbit                        | Rebecca Honig                           | Sayaka Aoki                             |
| Espio the Chameleon                     | David Wills                             | Yūki Masuda                             |
| Charmy Bee                              | Amy Birnbaum                            | Yōko Teppōzuka                          |
| Vector the Crocodile                    | Carter Cathcart                         | Kenta Miyake                            |
| Black Doom                              | Sean Schemmel                           | Ryūzaburō Ōtomo                         |
| Dr. Eggman                              | Mike Pollock                            | Chikao Ōtsuka                           |
| Professor Gerald Robotnik               | Mike Pollock                            | Chikao Ōtsuka                           |
| Maria Robotnik                          | Erica Schroeder                         | Yuri Shiratori                          |
| Sekretärin                              | Erica Schroeder                         | Junko Kitanishi                         |
| Präsident                               | Maddie Blaustein                        | Yutaka Nakano                           |
| G.U.N. Commander                        | Marc Thompson                           | Banjō Ginga                             |
| G.U.N. Soldaten                         | Andrew Rannells                         | Takashi Yoshida                         |

## Entwicklung
Bei einer Umfrage unter Sonic-Spielern, was sie sich für kommende Sonic-Spiele wünschen würden, wurde laut Yūji Naka von mehreren Umfrageteilnehmern angegeben, dass sie gerne Schusswaffen im Spiel sehen würden. Bei der Überlegung wurde klar, dass solche Waffen nicht zu Sonic passen würden, wohl aber zum aktuell sehr beliebten Charakter Shadow the Hedgehog. Yūji Naka und Takashi Iizuka begannen so mit der Entwicklung eines bewusst dunkleren Spiels mit Shadow in der Hauptrolle, dessen Vorgeschichte komplett zu Ende erzählt werden und zudem auch über optionale Schusswaffen verfügen soll. Auch gelegentliche Kraftausdrücke waren im Spiel zunächst enthalten, doch in Rücksprache mit dem Entertainment Software Rating Board, welches eine Freigabe nur deutlich ältere Spieler erlaubt hätte, wurde das Spiel vermehrt so gekürzt und geschnitten, bis eine Freigabe "E10+" für Spieler ab 10 Jahren erreicht wurde.
Am 8. März 2005 wurde das Spiel Shadow the Hedgehog erstmals vorgestellt, als Sonic seinen Stern beim Walk of Game erhielt und erschien etwa acht Monate später. Die CGI-Zwischensequenzen wurden vom Blur Studio erstellt, an der Musik war einmal mehr Jun Senoues Band Crush 40 beteiligt, die auch den Titelsong "I Am... All of Me" und den Endboss-Soundtrack "All Hail Shadow" bereitstellten.

## Neuveröffentlichungen und Nachfolger
Shadow the Hedgehog war Teil von Sega Fun Pack: Sonic Mega Collection Plus & Shadow the Hedgehog (2009, PlayStation 2) und wurde 2013 für das PlayStation Network erneut digital veröffentlicht.
Weitere Hauptspiele der Serie in 3D waren in der Folge Sonic the Hedgehog (2006), Sonic Unleashed (2008), Sonic Colours (2010), Sonic Generations (2011), Sonic Lost World (2013), Sonic Boom: Lyrics Aufstieg (2014), Sonic Forces (2017) und Sonic Frontiers (2022).

## Rezeption
Shadow the Hedgehog wurde von der Fachpresse überwiegend negativ aufgenommen. Auf der Website Metacritic, die Bewertungen aggregiert, hält die GameCube-Version einen Metascore von 51 von insgesamt 100 möglichen Punkten, basierend auf 22 Bewertungen. Die Xbox-Version hat einen Metascore von 49, basierend auf 24 Bewertungen, und die PlayStation-2-Version einen Metascore von 45, basierend auf 28 Bewertungen. Das deutschsprachige Computerspielmagazin 4Players bewertete die GameCube- und PlayStation-2-Version des Spiels mit jeweils 57 von 100 möglichen Punkten, was der Marke „ausreichend“ entspricht.

„Als Sonic-Spieler der ersten Stunde war ich doch etwas überrascht, als ich mich in Shadows Abenteuer stürzte. Das Geballer ist zwar eine nette - wenn auch Sonic-untypische - Idee, die sich aber leider nicht positiv auf das Jump & Run auswirkt. Durchschnittliche Technik sowie Schwächen im Gameplay verhindern eine höhere Bewertung, was eingefleischte Sonic-Fans wohl kaum vom Kauf abhalten wird. Bleibt nur zu hoffen, dass das nächste Abenteuer mit der Igelbande wieder an die Erfolge vergangener Tage anknüpfen kann.“

Shadow the Hedgehog war ein finanzieller Erfolg. Bis März 2006 wurde das Spiel laut Sega 1,59 Millionen Mal verkauft. In den Vereinigten Staaten wurde das Spiel von März 2006 bis März 2007 etwa 470.000 Mal verkauft.